# Just Do It Award
Le prix Juste Do It Award (en français « Juste, fais le ») est un programme de reconnaissance unique créé par Amazon pour récompenser les employés qui font preuve d’une initiative exceptionnelle, de créativité et de capacités de résolution de problèmes dans leurs rôles,.

## Critères et sélections
Les employés sont généralement nommés pour ce prix par leurs collègues, leurs managers ou d’autres parties prenantes au sein de l’entreprise. Bien qu’il n’y ait pas de fréquence fixe pour l’attribution de ce prix, il est décerné périodiquement à la discrétion d’Amazon, et moins de 0,1 % des employés le reçoivent[réf. souhaitée].
Jeff Bezos, le fondateur d’Amazon, a souvent joué un rôle clé dans la sélection des lauréats pendant son mandat, adoptant une approche directe pour reconnaître les contributions qui s’alignent sur la culture de l’entreprise axée sur la responsabilité et la résolution de problèmes[réf. souhaitée].
Selon The Washington Post, Bezos a personnellement insisté sur l’importance des actions plutôt que des titres, promouvant une culture où les solutions comptent plus que la hiérarchie[réf. souhaitée].